# Meu Ismael
My Ishmael (Meu Ismael em português) é a sequência ao romance Ismael de Daniel Quinn.  A trama envolve um gorila chamado Ismael que ensina sua filosofia sobre sociedades tribais à Julie, uma menina de doze anos. 

## Trama
O livro reflete a evolução da filosofia do autor ao explicar conceitos não compreendidos pelos protagonista do livro anterior. Envolve a questão de Ismael morrer ao final do último livro, eis que se tratava de um elaborado plano para devolver o gorilla à África, onde ele poderá viver a vida que ensinava a seus alunos.

## Influência
Este livro foi mencionado por James Lee em sua lista de demandas quando  fez vários reféns na sede do Discovery Channel em 1º de setembro de 2010. Ele exigiu os programas diários da rede baseados no livro , especificamente o conteúdo encontrado nas páginas 207 a 212 (o capítulo "Revolucionários"). Quinn regarded Lee as "a fanatic" who warped his ideas.